# Passeport salomonais
Le passeport salomonais est un document de voyage international délivré aux ressortissants salomonais, et qui peut aussi servir de preuve de la citoyenneté salomonaise. 